# Ars-en-Ré
Ars-en-Ré és un municipi francès situat al departament del Charente Marítim i a la regió de la Nova Aquitània. L'any 2007 tenia 1.315 habitants.

## Demografia

### Població
El 2007 la població de fet d'Ars-en-Ré era de 1.315 persones. Hi havia 613 famílies de les quals 224 eren unipersonals (92 homes vivint sols i 132 dones vivint soles), 253 parelles sense fills, 120 parelles amb fills i 16 famílies monoparentals amb fills.
La població ha evolucionat segons el següent gràfic:
Habitants censats

### Habitatges
El 2007 hi havia 1.671 habitatges, 617 eren l'habitatge principal de la família, 972 eren segones residències i 83 estaven desocupats. 1.603 eren cases i 53 eren apartaments. Dels 617 habitatges principals, 427 estaven ocupats pels seus propietaris, 152 estaven llogats i ocupats pels llogaters i 37 estaven cedits a títol gratuït; 10 tenien una cambra, 48 en tenien dues, 122 en tenien tres, 191 en tenien quatre i 246 en tenien cinc o més. 428 habitatges disposaven pel capbaix d'una plaça de pàrquing. A 321 habitatges hi havia un automòbil i a 210 n'hi havia dos o més.

### Piràmide de població
La piràmide de població per edats i sexe el 2009 era:
| Homes | Edats   | Dones |
| ----- | ------- | ----- |
| 0     | 95 o +  | 4     |
| 4     | 90 a 94 | 4     |
| 8     | 85 a 89 | 28    |
| 0     | 80 a 84 | 12    |
| 56    | 75 a 79 | 44    |
| 48    | 70 a 74 | 40    |
| 56    | 65 a 69 | 80    |
| 32    | 60 a 64 | 44    |
| 20    | 55 a 59 | 32    |
| 36    | 50 a 54 | 32    |
| 32    | 45 a 49 | 40    |
| 52    | 40 a 44 | 60    |
| 36    | 35 a 39 | 32    |
| 40    | 30 a 34 | 20    |
| 56    | 25 a 29 | 48    |
| 32    | 20 a 24 | 20    |
| 32    | 15 a 19 | 64    |
| 44    | 10 a 14 | 32    |
| 28    | 5 a 9   | 20    |
| 32    | 0 a 4   | 12    |

## Economia
El 2007 la població en edat de treballar era de 742 persones, 543 eren actives i 199 eren inactives. De les 543 persones actives 499 estaven ocupades (270 homes i 229 dones) i 44 estaven aturades (19 homes i 25 dones). De les 199 persones inactives 103 estaven jubilades, 46 estaven estudiant i 50 estaven classificades com a «altres inactius».

### Ingressos
El 2009 a Ars-en-Ré hi havia 646 unitats fiscals que integraven 1.326 persones, la mediana anual d'ingressos fiscals per persona era de 19.500,5 €.

### Activitats econòmiques
Dels 231 establiments que hi havia el 2007, 20 eren d'empreses extractives, 3 d'empreses alimentàries, 1 d'una empresa de fabricació d'elements pel transport, 10 d'empreses de fabricació d'altres productes industrials, 33 d'empreses de construcció, 56 d'empreses de comerç i reparació d'automòbils, 4 d'empreses de transport, 21 d'empreses d'hostatgeria i restauració, 2 d'empreses d'informació i comunicació, 9 d'empreses financeres, 16 d'empreses immobiliàries, 24 d'empreses de serveis, 18 d'entitats de l'administració pública i 14 d'empreses classificades com a «altres activitats de serveis».
Dels 58 establiments de servei als particulars que hi havia el 2009, 1 era una oficina de correu, 3 oficines bancàries, 4 tallers de reparació d'automòbils i de material agrícola, 9 paletes, 5 guixaires pintors, 7 fusteries, 7 lampisteries, 1 electricista, 2 perruqueries, 11 restaurants, 5 agències immobiliàries, 1 tintoreria i 2 salons de bellesa.
Dels 22 establiments comercials que hi havia el 2009, 1 era un supermercat, 1 una botiga de menys de 120 m², 3 fleques, 3 carnisseries, 4 peixateries, 1 una llibreria, 3 botigues de roba, 2 botigues d'equipament de la llar, 1 una botiga de mobles, 1 una botiga de material esportiu, 1 un drogueria i 1 una floristeria.
L'any 2000 a Ars-en-Ré hi havia 29 explotacions agrícoles que ocupaven un total de 182 hectàrees.

## Equipaments sanitaris i escolars
L'únic equipament sanitari que hi havia el 2009 era una farmàcia.
El 2009 hi havia una escola elemental.

## Poblacions més properes
El següent diagrama mostra les poblacions més properes.